# Dolores Hidalgo, Sonora
Dolores Hidalgo är en ort i Mexiko.   Den ligger i kommunen Aconchi och delstaten Sonora, i den västra delen av landet, 1 300 km nordväst om huvudstaden Mexico City. Dolores Hidalgo ligger 32 meter över havet och antalet invånare är 385.
Terrängen runt Dolores Hidalgo är platt. Runt Dolores Hidalgo är det ganska tätbefolkat, med 83 invånare per kvadratkilometer. Närmaste större samhälle är Poblado Número Cinco, 14,3 km söder om Dolores Hidalgo. Trakten runt Dolores Hidalgo består till största delen av jordbruksmark.